# Sedum triactina
Sedum triactina är en fetbladsväxtart. Sedum triactina ingår i Fetknoppssläktet som ingår i familjen fetbladsväxter.

## Underarter
Arten delas in i följande underarter:
- S. t. leptum
- S. t. triactina